# Marjan de Boer

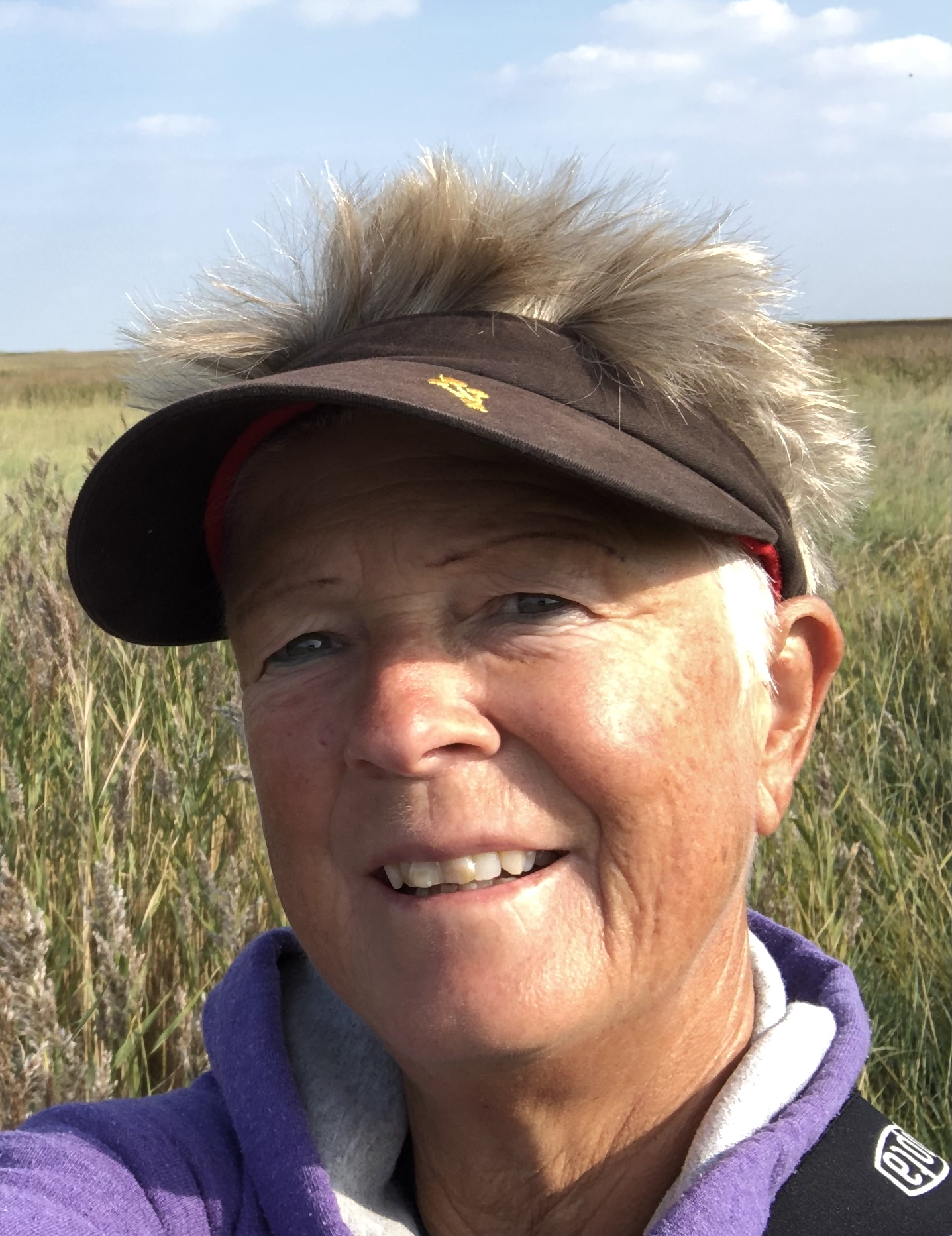
Marjan de Boer

Marjan de Boer (Drachten, 1961) was een Nederlandse golfprofessional.
Haar eerste golflessen kreeg Marjan de Boer van Piet Wijnen op GCC Lauswolt. In 1985 behaalt zij haar diploma Mensendieck. Vijf jaar later is ze de eerste Nederlandse speelster op de Ladies European Tour. Ze blijft op deze Tour spelen en kwalificeert zich daarnaast in Engeland als golflerares, waarna zij teaching-pro wordt op de oude Amsterdamsche Golfclub en later bij de Edese Golfclub Papendal. Marjan is in 2025 weer golfamateur geworden.

## Hoogtepunten

### Amateur
- Nationale Junioren Matchplay en Nationale Junioren Strokeplay
- Grieks Open
- In Hongkong vertegenwoordigde zij Nederland bij het World Team Championship
- In 2025 is Marjan weer golfamateur geworden

### Professional
In 1994 besluit zij zich toch volledig op de Tour te concentreren en dat doet ze tot 2002. Ze wordt dan bestuurslid van de PGA Holland namens de dames professionals. Ze wint dan:
- Tweemaal het Nationale Strokeplay Kampioenschap
- Het Nationale Matchplay Kampioenschap (2004)
- Enkele top-5 plaatsen op de Ladies European Tour
- Winnares van het Frans Open voor Dames Senioren (2013)
- Eerste vrouwelijke winnaar van de PGA Holland Senior Cup (2019)

## Beeldend Kunstenaar
Marjan's interesse voor beeldende kunst werd al op jonge leeftijd gewekt en het creëren van kunstobjecten werd een rode draad in haar leven. Tijdens de jaren op de Ladies European Tour was er in de wintermaanden de meeste tijd om te tekenen en te schilderen. Het maken van kunst kreeg in de loop van de tijd steeds meer de overhand in Marjan's leven. Ze legde zich toe op verschillende schildertechnieken zoals tempera, olieverf, acryl en aquarel. Ook combineerde ze de verschillende schildertechnieken in haar werken. Gaandeweg ontstond de behoefte om ook in drie dimensies te gaan werken. Aangezien het maken van sculpturen altijd Marjan's belangstelling heeft gehad werd dat haar keuze, met hout als materiaal. De natuur is de grootste inspiratiebron van Marjan.  